# 헨더슨-하셀바흐 방정식
핸더슨-하셀바흐 방정식( - 方程式, 영어: Henderson–Hasselbalch equation)은 로렌스 조셉 헨더슨이 1908년 만든 공식으로, 완충 용액으로의 산을 묘사하기 위한 것이다. 카를 알버트 하셀바흐가 대수적으로 공식화함으로써 헨더슨-하셀바흐 방정식을 완성했다. 하셀바흐는 혈액 내 탄산 농도를 측정하는 데에 이 공식을 사용하였다.
헨더슨-하셀바흐 방정식은 다음과 같다.
{\displaystyle {\ce {pH}}={\ce {p}}K_{{\ce {a}}}+\log _{10}\left({\frac {[{\ce {Base}}]}{[{\ce {Acid}}]}}\right)}
단, 여기서 pH = -log[H+] , pKa = -logKa, Ka = 산 해리 상수, {\displaystyle {\frac {[{\ce {Base}}]}{[{\ce {Acid}}]}}} = 평형 상태에서 산과 그 짝염기의 비이다.
{\displaystyle \mathrm {{\underset {(acid)}{HA}}\leftrightharpoons {\underset {(base)}{A^{-}}}+H^{+}} }
가령, 산이 아세트산인 경우 식은 다음과 같다.
{\displaystyle \mathrm {CH_{3}CO_{2}H\leftrightharpoons CH_{3}CO_{2}^{-}+H^{+}} }
식을 염기에 대해서도 적용할 수 있는데, 이때는 염기의 양성자화된 형태를 산으로 보고 식을 작성한다. 예를 들어 염기가 아민({\displaystyle \mathrm {RNH_{2}} })인 경우 식은 다음과 같다.
{\displaystyle \mathrm {RNH_{3}^{+}\leftrightharpoons RNH_{2}+H^{+}} }

## 유도
산(HA)의 해리식을 HA -> H+ + A- 이라 할 때,
평형상수(Ka)는 Ka = [A-][H+]/[HA] => [H+] = Ka * ([HA]/[A-])
양변에 -log를 취하면 -log[H+] = -log Ka - log([HA]/[A-])이다.
그러므로 pH = pKa + log([A-]/[HA]) .
이는 pH = pKa + log([염기성형]/[산성형])로도 표현할 수 있다.